# 共産党宣言
『共産党宣言』（きょうさんとうせんげん、ドイツ語: Manifest der Kommunistischen Partei）または『共産主義者宣言』（ドイツ語: Das Kommunistische Manifest）は、1848年にカール・マルクスとフリードリヒ・エンゲルスによって書かれた書籍。マルクス主義者による国際秘密結社「共産主義者同盟」の綱領であり、共産主義の目的と見解を初めて明らかにした文書である。2013年6月、『資本論』第一巻の初版と共に国際連合教育科学文化機関（UNESCO）の「世界の記憶」に草稿が登録された。

## 経緯
第1回大会と『信条表明』『原理』
正義者同盟（別訳語：義人同盟）は、1836年にパリで生まれた亡命ドイツ人を中心とした組織である。エンゲルスは『ドイツにおける社会主義』という論文のなかで、正義者同盟はフランスの革命家であるフランソワ・ノエル・バブーフ以来のユートピア的な共産主義の伝統をひくもので、財貨全体を共有することや秘密結社としての色合いが濃かったことを回顧している。
同じく、エンゲルスの回顧『共産主義者同盟の歴史によせて』によれば、マルクスとエンゲルスはこの組織に後から接触し、同盟の首脳部も全欧州に同盟員をもつ組織に発展する過程で、秘密結社的・バブーフ的な共産主義結社からの脱出を模索していた。同盟の首脳部幹部（具体的にはカール・シャッパー）は、ヴァイトリング派に抵抗するため、当時孤立状況にあったマルクスとエンゲルスと提携することを決断。シャッパーはマルクスたちに加盟をすすめ、同盟の危機的状況を打破する理論的宣言を執筆するよう依頼した（1847年秋）。1847年6月に行われた共産主義者同盟の第1回大会では『共産主義の信条表明』（ドイツ語: Kommunistisches Glaubensbekenntnis）が暫定的な綱領草案として採択される。『共産主義の信条表明』は全文がエンゲルスによって書かれており、書記のヴィルヘルム・ヴォルフ(de:Wilhelm Wolff (Publizist))と議長シャッパーの署名がある。
『共産主義の信条表明』草案は22の問答体形式で書かれたが、同盟のブリュッセル班でも賛成が得られなかった。またモーゼス・ヘスは上記草案の修正案を提出する。エンゲルスはこれを徹底的に批判、同盟より新草案の作成を一任される。このため、エンゲルスは再び10月下旬から11月にかけて問答体の草案を書くことになった。これがいわゆる『共産主義の原理』（ドイツ語: Grundsätze des Kommunismus）である。以前の『共産主義の信条表明』草案が22の問答形式で書かれたのに対し、その後に書かれた『共産主義の原理』は25の問答になっている。服部文男の論考によれば、これらのエンゲルスの手書きの草案以外に、新たな別の案が作成されていた可能性がある。
第2回大会と『宣言』準備開始
6月の第1回大会の半年後、同盟の第2回大会が1847年11月29日から12月8日にかけてロンドンで行われた（これにはマルクス、エンゲルスも出席している）。エンゲルスは大会直前の11月23日付の書簡で「問答形式をやめ、共産主義者宣言という題にする方がよい」という趣旨をマルクスに伝えた。それに対し同盟幹部は11月の組織再編大会で採択した規約において「党の名のもとに宣言を発布する」としていた。
ところがヨーロッパの革命的情勢がますます切迫したものになっていたにもかかわらず、マルクスの『宣言』執筆は遅々としていた。そのため1848年1月25日付の共産主義者同盟中央委員会（ロンドン）からブリュッセル地区委員会（マルクス）に宛てた通信「1月24日の中央委員会決議」では、マルクスに対し新綱領となる『宣言』を2月1日までにロンドンに発送するように督促している。
『宣言』の完成
マルクスはなんとか1月に綱領案を脱稿し、その後ロンドンへ発送。翌月21日、シャッパーの校閲を経て、ロンドンで印刷・発行された。この時に著者名がつけられていないのは同盟の方針である。また共産主義者同盟の中心者は上述のようにマルクスではなく、シャッパーと、その反対派の急先鋒ヴィルヘルム・ヴァイトリングであった。したがってこの文書にはマルクス、エンゲルスの思想とは別に、共産主義者同盟幹部たちや職人革命家たち（ヴァイトリング、シャッパー等）の政治的見地や社会的意識が反映している。このためマルクス研究者の間では、この文書は厳密な意味ではマルクス自身の著作ではないという見解もある。
後年、『共産党宣言』が何度も再版された時にマルクスもエンゲルスも自著（共著）としてこれを扱い、序文を書いている。
- 的場昭弘・内田弘・石塚正英・柴田隆行編『新マルクス学事典』弘文堂、2000年、122-124ページ参照
- 篠原敏昭・石塚正英編『共産党宣言――解釈の革新』御茶の水書房、1998年、40ページ参照

## 構成
- 序文
- 冒頭文
- 第1章 ブルジョワとプロレタリア
- 第2章 プロレタリアと共産主義者
- 第3章 社会主義的および共産主義的文献
  - 第1節 反動的社会主義
    - a. 封建的社会主義
    - b. 小ブルジョワ的社会主義
    - c. ドイツ社会主義または「真正」社会主義

  - 第2節 保守的社会主義またはブルジョワ社会主義
  - 第3節 批判的ユートピア的社会主義および共産主義
- 第4章 種々の反対党に対する共産主義者の立場

## 内容

### 序文
エンゲルスは本書の全体像について、1883年のドイツ語版序文のなかで「『宣言』を貫く根本思想」として以下の諸点を挙げた。
- 経済が社会の土台であること
- すべての歴史は階級闘争の歴史であること
- プロレタリア革命は一階級の解放でなく人類全体の解放であること

なお、マルクスにもエンゲルスにも経済的土台を上部構造決定の唯一の契機とする考え方はない。

### 冒頭文
『宣言』冒頭の有名な一文「ヨーロッパに幽霊が出る――共産主義という幽霊である」は、ローレンツ・フォン・シュタインの著作『今日のフランスにおける社会主義と共産主義』（1842年）中のフランス共産主義に関する文章に酷似している。
マルクスはこの著作を大変な熱意で読んでいるが、マルクス自身がここから直接にヒントを受けて「共産主義＝幽霊」としたと断言しているわけではない。しかし『宣言』にはシュタインの著作に影響を受けた共産主義者同盟幹部の職人革命家たちの政治的な意識や見地が反映されている。

### 第1章（ブルジョワとプロレタリア）
第1章は、「これまでの社会のすべての歴史は階級闘争の歴史である」という有名な章句で始まり、ブルジョワジーの時代（まだこのときはマルクスもエンゲルスも「資本主義的生産様式」という言葉を使っていない）は生産と社会をどう変えてしまったかを述べ、現代は生産力と生産関係の矛盾が激化した社会革命の時代であるとして、プロレタリアートという勢力がその革命を担う、という内容を述べている。
また一方では商人資本・産業資本へと展開されるヨーロッパ各国の経済発展とその生産関係の変革を述べながら、ブルジョワ階級の政治的支配者としての台頭、そしてそれによる近代的代議制国家の確立、政治的意志の中央集権化の過程について述べている。賃金制による労働の本質の変貌、反動主義者も落胆する世界市場の国の独自性を奪う世界主義的性質についても述べられる。
さらに社会的諸関係の変化から、一個の“商品”として現れる労働力の存在へと議論が発展していく。「暴力によるブルジョワジーの転覆」という内容もここに登場するが、ここの論旨はプロレタリアートによって「競争による孤立化の代わりに、協同（Assoziation）による革命的団結を作り出す」ことにあると言える。

### 第2章（プロレタリアと共産主義者）
第2章は、共産主義者の運動の目的・性格づけが行われている。正義者同盟をバブーフ的なものからマルクス的なものへ変えるという当初のねらいからすれば、重要な意味をもつ箇所だった。特にあらゆる財貨を共有し、完全平等を図るというバブーフ的な共産主義（そして今日でも広く共産主義はそういうものだと思われている）を「粗野な平等化」（第3章）と批判し、所有一般の廃絶ではなく「ブルジョワ的所有の廃止」が目標化された。
ブルジョア的所有に対しては「専制的な侵害」なくしてプロレタリアの支配は達成できないとし、例として所得税の強力な累進課税、相続権の廃止、亡命貴族の財産没収、土地や銀行から工場などの国有化、生産手段の共有化、農業と工業の融合、児童労働の廃絶、無償の公教育を挙げ、プロレタリアが支配階級として組織化された暁にはやがて自ら階級支配を廃し、国家権力も「政治的性格を失う」こと、そして「ひとりひとりの自由な発展が、すべての人々の自由な発展の条件となる、一つの共同体が現れる」という見通しを述べた。

### 第3章（社会主義的および共産主義的文献）
第3章はさらに次の3つの節に分かれて構成されている。
- 第1節「反動的社会主義」
  - a.封建的社会主義
  - b.小ブルジョワ的社会主義
  - c.ドイツ社会主義または「真正」社会主義
- 第2節「保守的社会主義またはブルジョワ社会主義」
- 第3節「批判的ユートピア的社会主義および共産主義」

ここでは18世紀から19世紀にかけてヨーロッパに存在した多様な社会主義的潮流をどうみるか、という問題にあてられている。当時は「社会主義」「共産主義」を名乗ることが流行のように行われていたので、さまざまな流派が存在していた。その主な検討・批判の対象は第1節cのドイツの真正社会主義であり、モーゼス・ヘスとカール・グリューンが名指しで批判される。
また、小ブルジョワ的社会主義(第1節b)や空想的社会主義(第3節。サン＝シモン、フーリエ、プルードン等)について、その歴史的意義を積極的に示すと共に、その限界が批判的に論じられる。

### 第4章（種々の反対党に対する共産主義者の立場）
第4章は、共産主義者ではない政治勢力に対する共産主義者の政治スタンスのとり方である。「一言で言えば、共産主義者は、いたるところで現に存在する社会的・政治的状態に対するどの革命運動をも支持する」とあるように、ブルジョワジーが中心の運動であってもそれが民主主義や社会発展にかなっていれば支持をすべきという立場を表明した。つまり「ドイツがブルジョワ革命の前夜にある」とした上で、共産主義者はドイツに対してプロレタリア革命ではなく、ブルジョワ革命を展望すべきとしているのである。
他方で、末文は「共産主義者は自らの意図や信条を隠すことを軽蔑する。彼らの目的は、既存の社会秩序を暴力的に転覆することによってのみ達成できると公然と宣言する。支配階級が共産主義革命の前に慄くように。プロレタリアはこの革命において鉄鎖のほかに失う何ものをも持たない。彼らが獲得するのは世界である。万国のプロレタリア、団結せよ」という有名な章句で閉じられ、暴力革命が高らかに宣言される。

## 本書に対する批評・批判
本書はマルクス主義の文献の中でも、最も広範に読まれていた文献のひとつである。そして反対者・批判者からこれを典拠とする批判も数多く行われている。そのうちの最も多いものの一つが「共産主義者は、これまでのすべての社会秩序の暴力的転覆によってのみ、自分の目的が達せられることを、公然と宣言する」という叙述への批判である。
また、バブーフの財貨共有制を批判したものの、生産手段と生活手段の区別がなく「ブルジョア的所有の廃止」というスローガンと並んで「私的所有の廃止」という目標も掲げられていることが、「共産主義は私有財産をとりあげる」という批判の根拠になった（しかし当書には、宣言における私有財産の廃止とは即ち、ブルジョア的所有の廃止のことであるとする趣旨の内容が書かれている）。
マルキスト側からは、その前文には「共産主義者はどこでも、あらゆる国の民主主義政党との同盟と協調に努める」と記されており、さらに暴力革命は、ヨーロッパにおける議会状況を反映したものであること、マルクスらは後年これらの見地を捨てたことなどが反駁としてあげられている。
しかしながら、正義者同盟も共産主義者同盟も、非民主的な方法で社会の変革を目指す一つの秘密結社であったので、実際の方法論としてはマルクスも、シャッパーやヴァイトリングも、暴力革命の路線を一時的にせよとったであろうことは推測される。なお最も明確に最後まで暴力革命路線を持ちつづけた同盟関係者は、ヴァイトリングであった。

## 「共産党」という表題

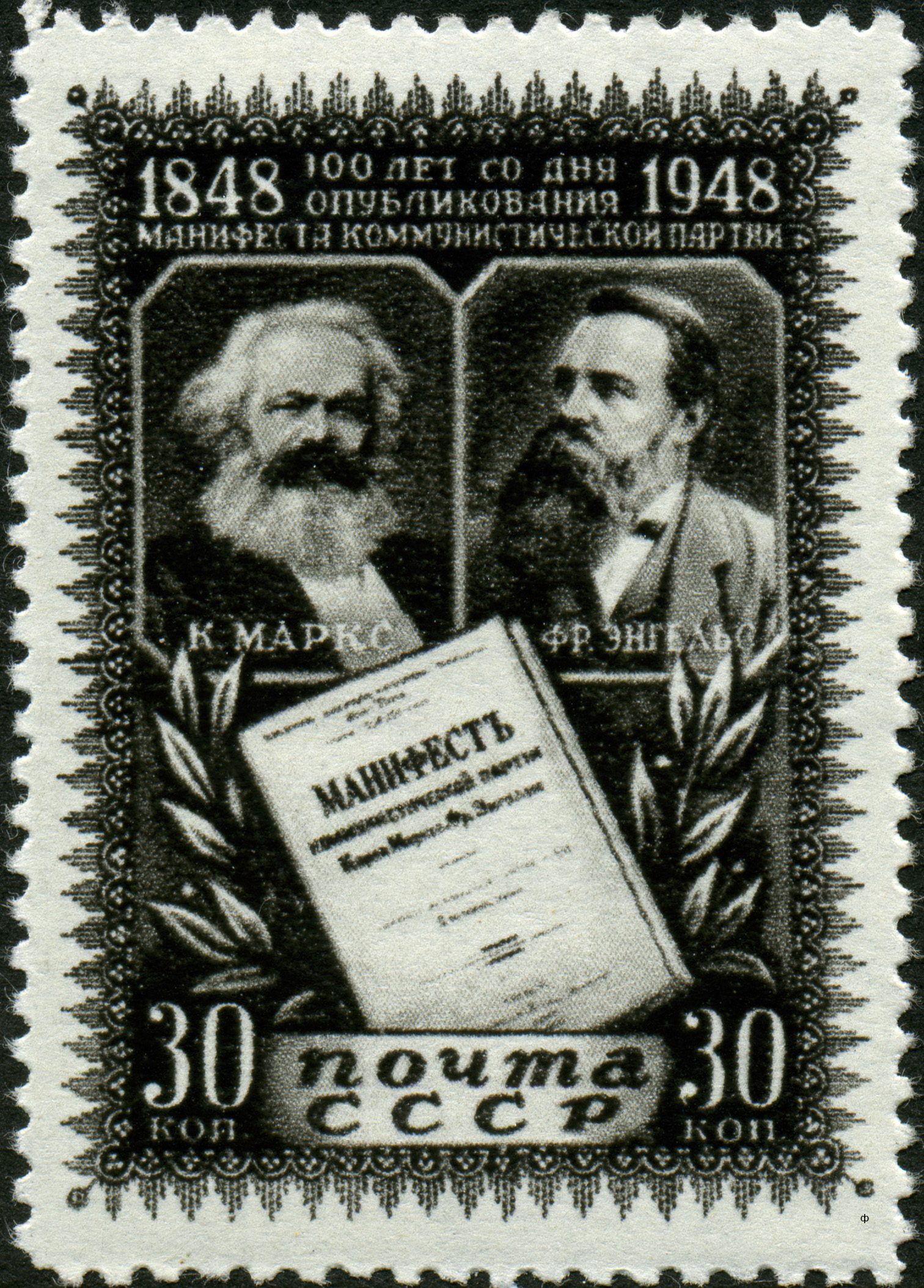
ソ連で発行された「共産党宣言」100年記念切手、1948年

「共産党」という言葉は現在では20世紀コミンテルン以来の特殊な政党のことを指すが、19世紀のマルクスの生きた時代の文脈においては、様々な思想的傾向の人々で構成される労働者党は存在したが、共産主義者だけで構成されるいわゆる“共産党”という政党は存在しなかった。1848年2月までロンドンに存在した“共産主義者同盟”はのちの社会民主主義勢力のような近代的な議会政党でもなく、当然20世紀的な国民政党でもなかった。当時のそれは議会ではなく直接行動によって社会革命を企図する秘密結社であった。このため、現在ではこの文書を『共産党宣言』(ドイツ語: Manifest der Kommunistischen Partei)ではなく『共産主義者宣言』(ドイツ語: Das Kommunistische Manifest)と呼ぶべきとする見解がある（石塚正英、篠原敏昭、大藪龍介、金塚貞文他）。

## その他
- 本書は発行された直後に1848年革命が起きたために、長らく入手が困難な状況におかれ、1860年代のドイツでは「『共産党宣言』はドイツ国内に一説によると、たった二冊しか残っておらず、その一部は、マルクスの友人であり後に袂を分かったフェルディナント・ラッサールの本箱の中にあったという」（安世舟『ドイツ社会民主党史序説』御茶の水書房、1973年）。また、ヨーロッパでは「マニフェスト」と言う語で、本書を指すこともある。

- 日本に於ける最初の翻訳は、1904年（明治37年）11月13日発行の週刊『平民新聞』第53号に幸徳秋水と堺利彦が共訳して掲載したものである（第3章は略された）。ただしこれはドイツ語からの翻訳ではなく、サミュエル・ムーアによる英語訳からの重訳であった。この号はただちに官憲の発売禁止措置をうけ、のちに堺が1906年（明治39年）に全文をドイツ語から訳しなおして発表。このときは発禁処分を受けなかったが、大逆事件以後、太平洋戦争が終わるまでの数十年間、非合法のままの扱いをうけた本となった。戦前、マルクスとエンゲルスの本は『資本論』をはじめ数多く読めたが（マルクス=エンゲルス歴史的批判全集MEGAの部分訳や往復書翰集の訳なども出版され、改造社からは日本で独自に編纂された全集も刊行されている）、綱領文書であるこの『共産党宣言』だけは発禁を解かれなかった。なお、官憲（内務省警保局）が自ら訳した『共産党宣言』も1919年（大正8年）に作成された[6]。

## 日本語訳
- 「共産党宣言」幸徳秋水・堺利彦訳、『平民新聞』第53号、1904年11月。（戦後）1945年12月20日、彰考書院 解放文庫[7]。
- 『共産党宣言』大田黒年男・早川二郎訳註、『マルクス主義の旗の下に』付録、1930年1月号。［ロシア語版リャザノフの註解本の訳］。
- 『共産党宣言』内務省警保局訳、外事警察研究資料第13集、1925年。
- 『共産党宣言』早川二郎訳註、（大竹補注）ナウカ社。［ロシア語リャザノフの註解本の訳］
- 『共産党宣言』大内兵衛・向坂逸郎訳、岩波文庫、1951年12月。ISBN 4003412451
- 「共産党宣言」宮川実訳、『世界教養全集』15巻所収、平凡社、1962年2月。青木文庫、改造選書。
- 『共産党宣言・共産主義の原理』ML主義研究所訳、大月書店・国民文庫
- 『共産党宣言』村田陽一訳（同姓同名の音楽家とは全くの別人）、大月書店（大月センチュリーズ版）
- 『マルクス・エンゲルス8巻選集』第2巻、大月書店
- 『共産主義者宣言』金塚貞文訳、太田出版、1993年10月。ISBN 4872331397
- 『新訳・共産党宣言』新訳刊行委員会訳、現代文化研究所、1997年3月。ISBN 9784881392614
- 『共産党宣言・共産主義の諸原理』服部文男訳、新日本出版社（古典選書版）、1998年11月
- 「コミュニスト宣言」今村仁司・三島憲一・鈴木直・塚原史・麻生博之訳『マルクス・コレクションⅡ　ドイツ・イデオロギー(抄) 、哲学の貧困、コミュニスト宣言』、筑摩書房、2008年3月
- 『共産党宣言』森田成也訳、光文社古典新訳文庫、2020年